# Heliòpolis (antic Egipte)
Heliòpolis fou una ciutat important de l'antic Egipte, capital del nomós 13 del Baix Egipte. Era al nord-oest del Caire, prop de l'aeroport, a l'actual barri de Tell Hisn, una mica allunyada de la riba occidental del Nil. Hi era connectada per un canal. El seu nom egipci fou Iunu (que vol dir pilar), i el nom Heliòpolis li fou donat pels grecs i vol dir «Ciutat del sol», derivat del que era la seu principal del culte al déu solar Ra (Re). Fou una de les tres majors ciutats d'Egipte després de Tebes (Luxor) i Memfis. Els coptes li van dir On.
La ciutat ja s'esmenta vers el 3000 aC. Durant la dinastia II fou un centre d'astronomia i el gran sacerdot portava el títol de cap dels observadors. Aquest títol el tenia Imhotep durant el regnat de Djoser a la dinastia III.
És probable que el seu temple solar fos similar al model de temples solars d'Abusir (Abu Ghurab), amb la cinquena dinastia, que vers el 2400 aC va establir el culte a Re com a culte principal. S'han trobat restes de la muralla i d'algun temple, dels quals els principals devien ser el d'Amon i Re. Es va conservar un obelisc però de la dinastia XII. També resten parts d'una capella de Djoser. Una estela de la dinastia XVIII d'Egipte commemorava el tancament per parets del recinte del temple. També s'han trobat restes de construccions del temps de Ramsès II.
Vers la meitat del segon mil·lenni abans de Crist va arribar a la màxima esplendor quan el déu Re (i després Amon-Re) va començar a ser adorat com a principal déu del panteó. Vers el 1300 aC el temple va arribar a la seva màxima extensió; el declivi va començar amb el primer mil·lenni.
Destruïda durant la invasió de Cambises II de Pèrsia el 525 aC i més tard el 343 aC. Després de la fundació d'Alexandria va quedar marginada i es va despoblar; al segle i aC estava gairebé deshabitada, moment en què la va visitar Estrabó. Al segle següent la major part dels monuments foren portats a Alexandria i Roma i la resta va servir de pedrera per construir el Caire a l'època medieval.
La zona d'Heliòpolis fou comprada per una companyia privada a començaments del segle xx, que hi va construir edificis i es va repoblar amb estrangers i coptes del país, durant el període de protectorat britànic. Amb el creixement del Caire la capital va incloure el barri d'Ayn Shams dins la ciutat a la segona meitat del segle.

## Restes arqueològiques
|  |  |  |  |